# Сосновец (Карелия)
Соснове́ц (карел. Sosnovets, фин. Sosnavitsa) — посёлок в Беломорском районе Карелии, административный центр Сосновецкого сельского поселения.

## География
Расположен на Беломорско-Балтийском канале в устье реки Копак, в 20 километрах юго-западнее Беломорска.
Включает в себя посёлки при 14 и 15 шлюзах Беломорско-Балтийского канала.

## История
Сосновец известен с 1885 года. До 1920-х годов входил в состав Шуезерской волости Олонецкой губернии, в дальнейшем вошёл в состав Выгостровского сельсовета Сорокского района Автономной Карельской ССР. В 1926 году население посёлка насчитывало 12 человек, все по национальности карелы.
В период строительства Беломорско-Балтийского канала в 1931—1933 годах в посёлке располагался один из лагерей ГУЛага.
С 1949 по 1991 год имел статус посёлка городского типа.

## Население
| 1959  | 1970  | 1979  | 1989  | 2002  | 2009  | 2010  |
| ----- | ----- | ----- | ----- | ----- | ----- | ----- |
| 3319  | ↘3064 | ↘2955 | ↘2696 | ↘2033 | ↘2030 | ↘1561 |
| 2013  |       |       |       |       |       |       |
| ↘1533 |       |       |       |       |       |       |

## Инфраструктура
С 1953 года работает Маткожненская ГЭС. В 1956 году в посёлке был введён в эксплуатацию Выговский рыбоводный завод, специализирующийся на искусственном воспроизводстве сёмги, озёрного лосося, палии, горбуши.
Основным местом работы местного населения является Беломорско-Балтийский канал, 2 шлюза которого находятся на территории посёлка. В посёлке имеются порт, железнодорожный вокзал одноимённой железнодорожной станции, магазины, небольшая гостиница, церковь и почта.
В посёлке действует амбулатория, средняя школа, лесничество, рыбоводный завод, предприятие по производству щебня.

## Памятники истории
В посёлке сохраняется памятник истории — братская могила советских воинов, погибших в годы Великой Отечественной войны. В могиле захоронено 18 воинов.
В 2-х километрах от посёлка, в районе озера Солдатское, находится памятник истории — кладбище строителей Беломорско-Балтийского канала (1931—1933).

## Транспорт
Автомобильный, водный и железнодорожный транспорт.